# Lijst van hunebedden in Hessen

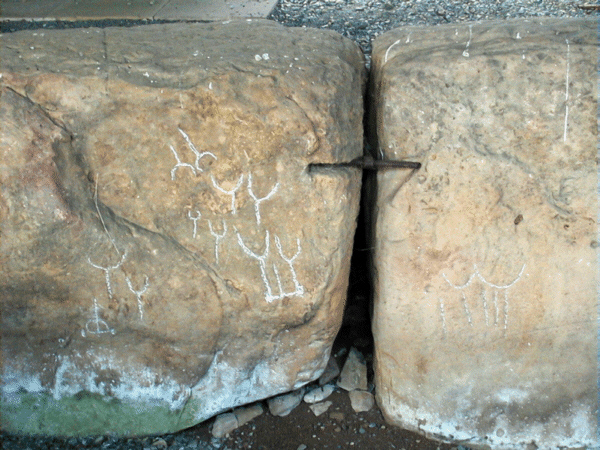
Petrogliefen op het Galeriegrab Züschen I

De lijst van hunebedden in Hessen bevat alle bekende hunebedden in de Duitse deelstaat Hessen.
In alle gevallen gaat het om het type Galleriegrab.

## Lijst van graven

### Bewaarde graven
| Naam                                       | Plaats                        | Landkreis | Type        | Opmerkingen               | Afbeelding                              |
| ------------------------------------------ | ----------------------------- | --------- | ----------- | ------------------------- | --------------------------------------- |
| Steinkiste von Altendorf                   | Naumburg, OT Altendorf        | KS        | Galeriegrab |                           | Türlochstein des Galeriegrabs Altendorf |
| Galeriegrab Calden I                       | Calden                        | KS        | Galeriegrab |                           | Galeriegrab Calden I                    |
| Galeriegrab Calden II                      | Calden                        | KS        | Galeriegrab |                           |                                         |
| Galeriegrab Gudensberg („Lautariusgrab“)   | Gudensberg                    | HR        | Galeriegrab |                           | Großsteingrab Gudensberg                |
| Galeriegrab Lohra                          | Lohra                         | MR        | Galeriegrab |                           |                                         |
| Galeriegrab Niedertiefenbach               | Beselich, OT Niedertiefenbach | LM        | Galeriegrab |                           |                                         |
| Galeriegrab Muschenheim („Heiliger Stein“) | Lich, OT Muschenheim          | GI        | Galeriegrab |                           | Heiliger Stein Muschenheim              |
| Galeriegrab Niederzeuzheim                 | Hadamar, OT Niederzeuzheim    | LM        | Galeriegrab |                           | Galeriegrab Niederzeuzheim              |
| Galeriegrab Willingshausen                 | Willingshausen                | HR        | Galeriegrab |                           |                                         |
| Galeriegrab Züschen I (Galeriegrab Lohne)  | Fritzlar, OT Züschen          | HR        | Galeriegrab | met Seelenloch            | Galeriegrab Züschen I                   |
| Galeriegrab Züschen II                     | Fritzlar, OT Züschen          | HR        | Galeriegrab | bijna volledig vernietigd |                                         |

### Verplaatste graven
| Naam                       | Plaats                          | Landkreis | Type        | Opmerkingen                                                                      | Afbeelding                 |
| -------------------------- | ------------------------------- | --------- | ----------- | -------------------------------------------------------------------------------- | -------------------------- |
| Großsteingrab Oberzeuzheim | Hadamar, Stadtteil Oberzeuzheim | LM        | Galeriegrab | verplaatst naar het Landschaftsmuseum Westerwald in Hachenburg (Rheinland-Pfalz) | Großsteingrab Oberzeuzheim |

### Vernietigde graven
| Naam               | Plaats | Landkreis | Type         | Opmerkingen                               | Afbeelding |
| ------------------ | ------ | --------- | ------------ | ----------------------------------------- | ---------- |
| Galeriegrab Gießen | Gießen | GI        | Galeriegrab? | er werd slechts een Türlochstein gevonden |            |